# Sext Furi Medul·lí Fus
Sext Furi Medul·lí Fus (en llatí: Sextus Furius Medullinus Fusus) va ser un magistrat romà del segle v aC. Formava part de la gens Fúria i era de la família dels Medul·lí, d'origen patrici.
Va ser cònsol l'any 488 aC juntament amb Espuri Nauci Rutil, any en què segons Dionís d'Halicarnàs, Coriolà va dirigir els volscs contra Roma.